# Biskopskullabroderierna

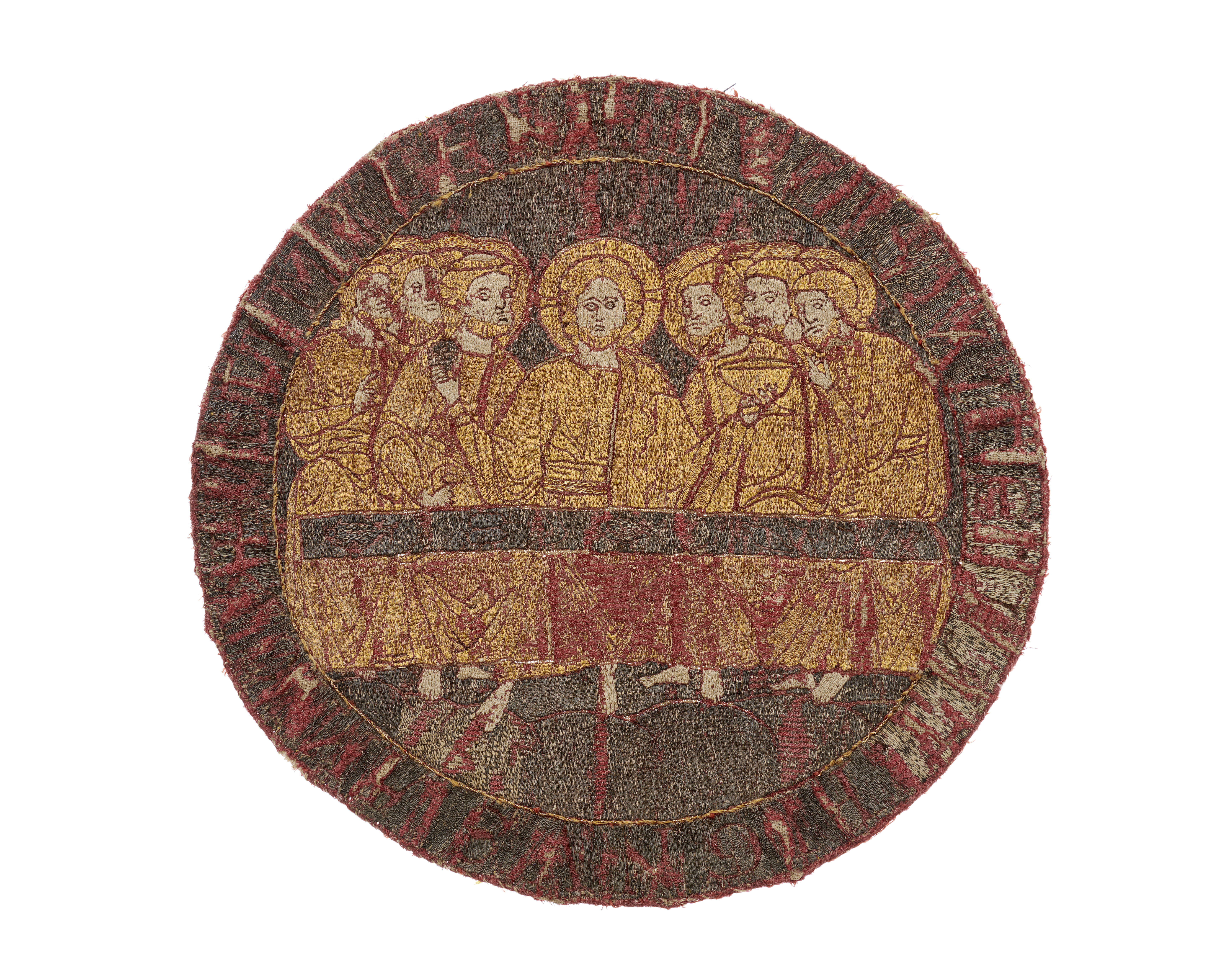
En av de 24 rundlarna föreställer nattvarden.

Biskopskullabroderierna är en serie om 24 broderade textilrundlar på ett antependium från Biskopskulla kyrka i Uppland. De är broderade i guld och silver på rött siden och har motiv ur Nya Testamentet som skildrar scener ur Kristi liv alltifrån Jungfru Marie bebådelse till Pingstundret. Broderierna har ursprungligen prytt en röd mässhake eller korkåpa och anses vara utförda i Frankrike under 1100-talets senare del. Möjligen införskaffades plagget med rundlarna av Sveriges första ärkebiskop Stefan och brukades först i Uppsala domkyrka, det vill säga det som idag är Gamla Uppsala kyrka. Exakt när rundlarna kom till Biskopskulla kyrka är okänt, men de finns upptagna i en inventarieförteckning 1690 såsom monterade på ett antependium av grön sammet. 
Broderierna ingår sedan 1871 i samlingarna på Statens historiska museum i Stockholm där de har förvärvsnummer 4566.